# بينلوبي (فلم 2006)
بينلوبي (بالإنجليزية: Penelope) فيلم خيال أمريكي بريطاني، انتج سنة 2006 أخرجه مارك بالانسكي وشاركت فيه الممثلة كرستينا ريتشي.

## القصة
تقع عائلة ويليام تحت لعنة إحدى الساحرات الحاقدات، وهى أن أول مولودة أنثي من نسل العائلة ستحظى بأنف خنزير، ولن تفك هذه اللعنة ما لم تجد الفتاة الحب الحقيقي. وتمر السنوات وتنسى العائلة هذه اللعنة، إذ تستمر العائلة قدرا في ولادة الذكور فقط، لكن مع أول مولود أنثى تتحقق اللعنة في الطفلة بنيلوبي، وهى الابنة الوحيدة لأبوين ثريين ذوي مكانة اجتماعية مرموقة.

## روابط خارجية
- مقالات تستعمل روابط فنية بلا صلة مع ويكي بيانات